# Diminuendo (альбом)
Diminuendo — другий студійний альбом шотландського постпанк-гурту, Lowlife, який був випущений, в 1987, році на лейблі LTM, на студії звукозапису, Palladium Studios, в місті Единбург, Шотландія.

## Список композицій
- A Sullen Sky—4:11
- Big Uncle Ungliness—4:06
- Ragged Rise To Tumbledown—3:49
- From Side to Side—4:26
- Off Pale Yellow—4:00
- Tongue Tied and Twisted—3:56
- Licking Ones Wounds—4:34
- Wonders Will Never Cease—3:20
- Given To Dreaming—3:38